# Canyon Lake, Texas
Canyon Lake är en ort i Comal County i delstaten Texas, USA.